# NGC 7104
NGC 7104 ist eine elliptische Galaxie vom Hubble-Typ E im Sternbild Steinbock am Südsternhimmel. Sie ist schätzungsweise 433 Millionen Lichtjahre von der Milchstraße entfernt.
Das Objekt wurde im Jahre 1886 von Frank Muller entdeckt.